# 淵野辺ひばり幼稚園

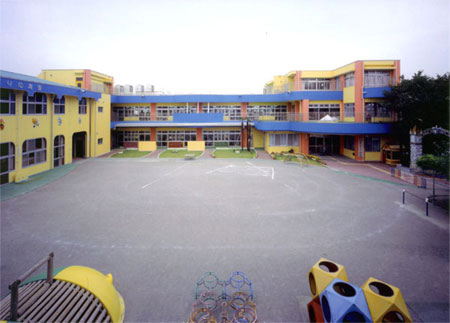
淵野辺ひばり幼稚園-全景-

淵野辺ひばり幼稚園（ふちのべひばりようちえん）は、神奈川県相模原市中央区にある私立幼稚園。設置者は学校法人八木学園。

## 所在地
神奈川県相模原市中央区淵野辺四丁目31番7号

## 概要
横浜線淵野辺駅近く、閑静な住宅地域にあり、小中学校、病院、鹿沼公園などが隣接している。淵野辺地域には青山学院大学、麻布大学、桜美林大学などがあり、教育環境に恵まれている。園庭は1,300平方メートル。平成17年6月に新園舎竣工。平成18年度より学童保育「ひばりっ子クラブ」、2歳児親子教室「さくらんぼ組」開始。令和5年大型総合遊具から調理室およびランチルーム新設、自園調理による給食を提供している。令和4年度までに7,048名の児童が卒園している。その中にサッカー選手の戸田和幸も含まれる。平成21年4月1日、神奈川県認定こども園認定等検討委員会を経て神奈川県知事より相模原市初の認定こども園として「認定こども園ひばりっ子クラブ」の認可を受ける。
「ふれあい保育」を中心とした経験することに重きをおいた保育を特色としており、畑で茄子・トマトなどを栽培から収穫までを体験したり、英語やパソコンなどにも触れる機会を設けている。

## 略歴
- 1970年（昭和45年）2月7日 - 淵野辺ひばり幼稚園として認可
- 1979年 - 2階建て園舎完成
- 1985年 - 学校法人化
- 1992年 - 大型総合遊具完成
- 1994年 - マスコットキャラ「ぴっぴちゃん」誕生
- 2000年 - 預かり保育スタート
- 2005年 - 新園舎建替え
- 2005年 - 学童クラブ「ひばりっ子クラブ」新設
- 2006年 - 未就園児親子教室「さくらんぼ組」新設
- 2009年 - 「認定こども園ひばりっ子クラブ」新設
- 2010年 - 平成22年度より早朝保育(7:40～)開始、延長保育が19:00までに
- 2011年 - 正門のオートロック化
- 2017年 - 小規模保育園「ひばりっ子保育園」開園
- 2021年 - 満三歳児クラス「ゆり組」新設
- 2022年 - 未就園児親子ひろば「0-2クラブ」新設
- 2023年 - 大型総合遊具取壊し調理室およびランチルーム建設
- 2024年 - 調理室およびランチルーム完成
- 2024年 - 自園調理による給食が2月1日スタート

## 公式サイト
- 淵野辺ひばり幼稚園
- 淵野辺ひばり幼稚園-モバイル-

座標: 北緯35度34分14秒 東経139度23分59秒 / 北緯35.57053度 東経139.39986度